# Marcus Aemilius Lepidus (tribunus militum in 190 v.Chr.)
Marcus Aemilius Lepidus (ca. 210 v.Chr. - na 190 v.Chr.) was een Romeins militair.
Hij was de zoon van Marcus Aemilius Lepidus (consul in 187 en 175 v.Chr.). Hij vocht in 190 v.Chr. als tribunus militum mee in de slag bij Magnesia tegen Antiochus III de Grote van Syrië. Hij onderscheidde zich door zijn dapperheid en droeg hierdoor veel bij tot de overwinning.
Mogelijk is hij ook de Marcus Lepidus die als vijftienjarig een vijand zou hebben gedood en zo het leven van een burger zou hebben gered.

## Antieke bron
- Livius, Ab Urbe condita XXXVII 43.

## Referentie
- art. Lepidus (1), in F. Lübker - trad. ed. J.D. Van Hoëvell, Classisch Woordenboek van Kunsten en Wetenschappen, Rotterdam, 1857, p. 530.